# Флайинг-Фиш-Ков
Флайинг-Фиш-Ков (англ. Flying Fish Cove — Бухта летучей рыбы) — главный населённый пункт принадлежащего Австралии острова Рождества. На многих географических картах он обозначен просто как «The Settlement» (Сеттлмент, что в переводе означает «Поселение»). Это было первое английское поселение на острове, основанное в 1888 году.
Около 65 % населения этой внешней территории, всего насчитывающего 2072 человек (2011), проживает во Флайинг-Фиш-Ков — 1347 человек. Этот населённый пункт находится на северо-востоке острова. Там есть небольшая гавань, принимающая яхты с туристами, а также аэропорт в нескольких километрах к юго-востоку от Флайинг-Фиш-Ков. На берегу поселения можно заниматься дайвингом.
На небольшом расстоянии к юго-востоку от города находится поселение Силвер-Сити, застроенное устойчивыми, как предполагается, к циклонам домами из алюминия и других металлов.